# اکتیل گالات
اکتیل گالات (به انگلیسی: Octyl gallate) با فرمول شیمیایی C۱۵H۲۲O۵ یک ترکیب شیمیایی با شناسه پاب‌کم ۶۱۲۵۳ است. که جرم مولی آن ۲۸۲٫۳۳ g/mol می‌باشد. شکل ظاهری این ترکیب، جامد سفید است.